# 프랑스 농구 국가대표팀
프랑스 농구 국가대표팀(프랑스어: Équipe de France de basket-ball)은 프랑스의 농구 국가대표팀이다. 올림픽 농구 본선에는 9번 출전하여 이 중 2번의 대회에서 은메달을 획득했고 월드컵 본선에는 8번 참가하여 2개의 동메달을 획득했으며 유로바스켓 본선에는 38번 출전하여 금메달 1개, 은메달 2개, 동메달 5개를 수확했다.

## 주요 선수
- 토니 파커
- 보리스 디아우
- 난도 드 콜로
- 미카엘 피에트뤼스
- 케뱅 세라팽
- 니콜라 바튐
- 로니 튀리아프
- 이안 마인미
- 로드리그 보부아
- 알렉시 아쟁사
- 조아킴 노아
- 조프리 로베르뉴
- 미카엘 젤라발
- 조안 페드로
- 뤼디 고베르

## 같이 보기
- 프랑스 여자 농구 국가대표팀